# Luperina incallida
Luperina incallida là một loài bướm đêm trong họ Noctuidae.